# Kolín II
Kolín II, Pražské Předměstí, je nejlidnatější část města Kolín v okrese Kolín. Nachází se na jihozápadě Kolína. V roce 2011 zde bylo evidováno 980 adres. Trvale zde žije 13088 obyvatel.
Kolín II leží v katastrálním území Kolín o výměře 23,47 km2.

## Další fotografie

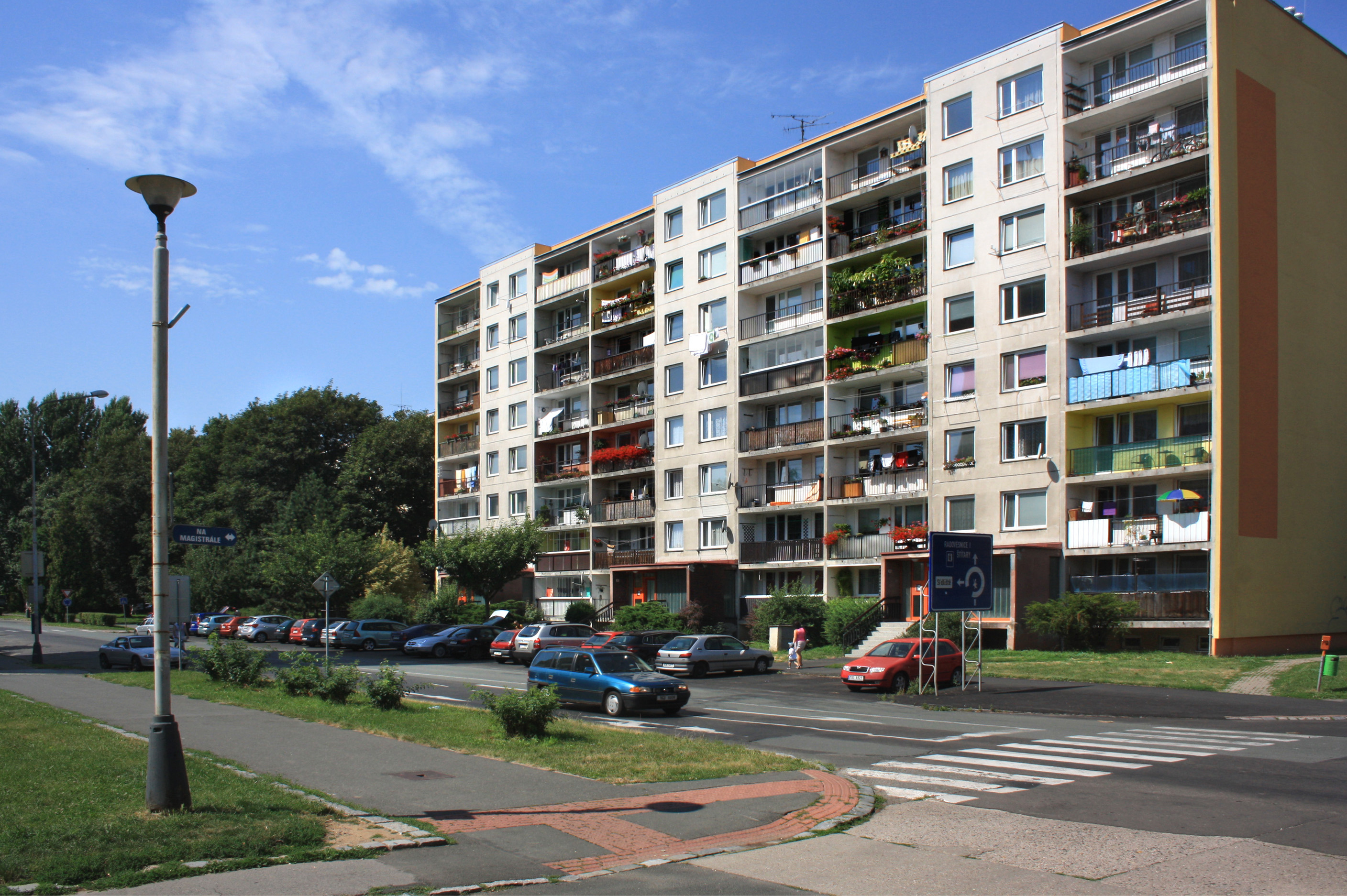
Benešova ulice
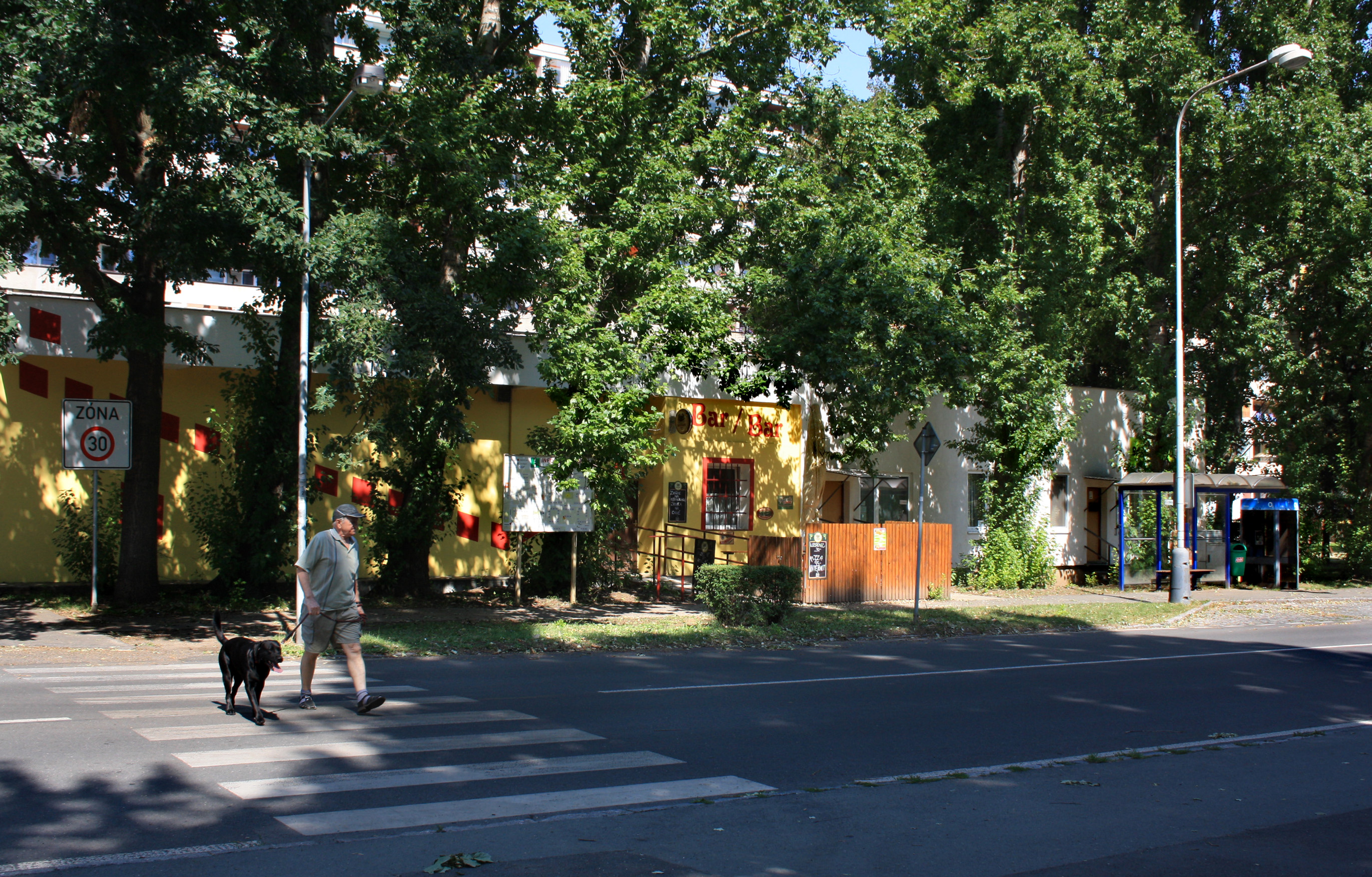
Dvě restaurace v bývalé kotelně
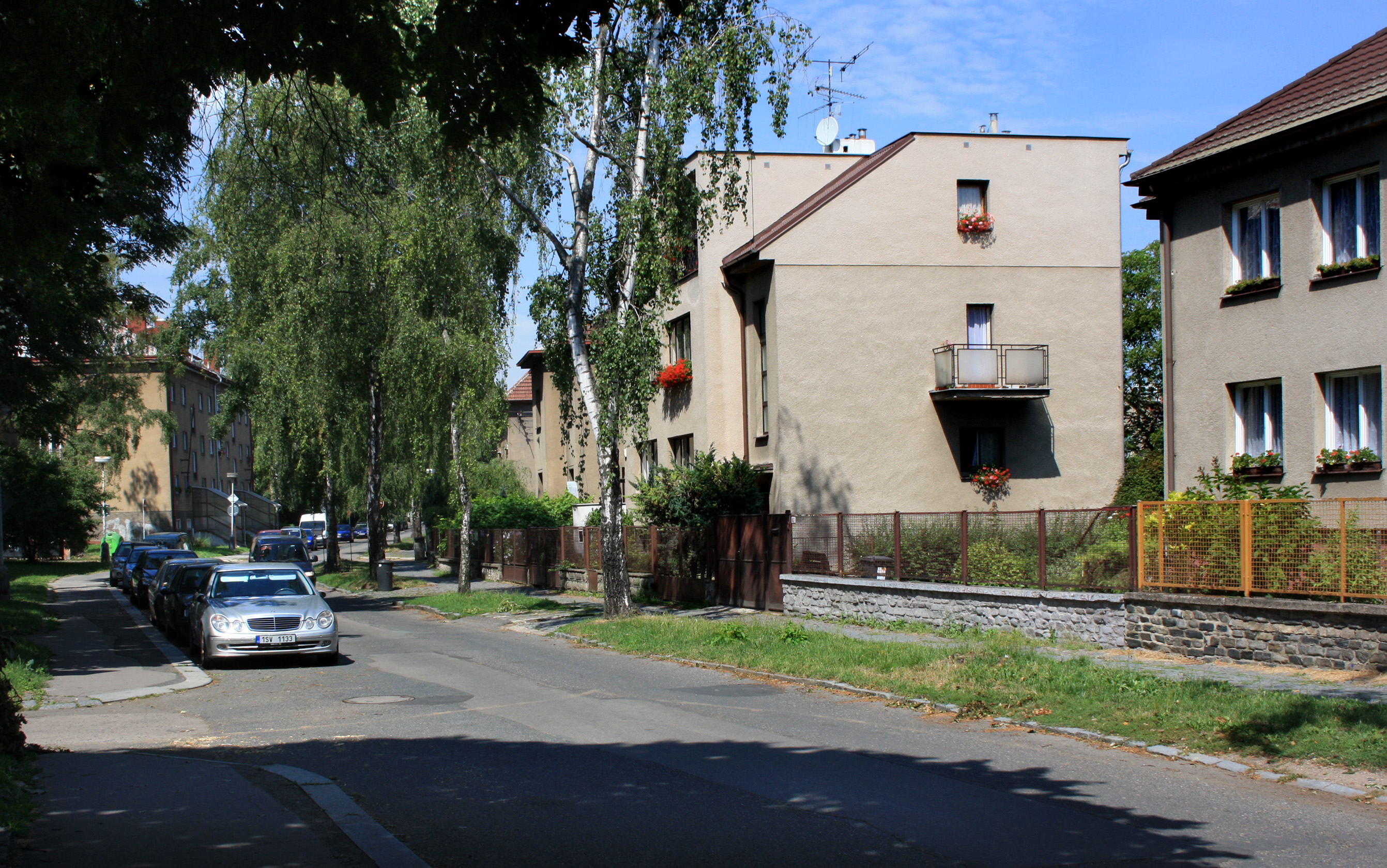
Postranní ulice Míru